# Antonio Petrović
Antonio Petrović (em montenegrino:  Антонио Петровић; Kotor, 24 de setembro de 1982) é um jogador de polo aquático montenegrino.

## Carreira
Petrović integrou o elenco da Seleção Montenegrina de Polo Aquático em duas edições de Jogos Olímpicos, ficando em quarto lugar tanto em Londres 2012 quanto no Rio 2016.